# Complejo endorreico de El Puerto de Santa María

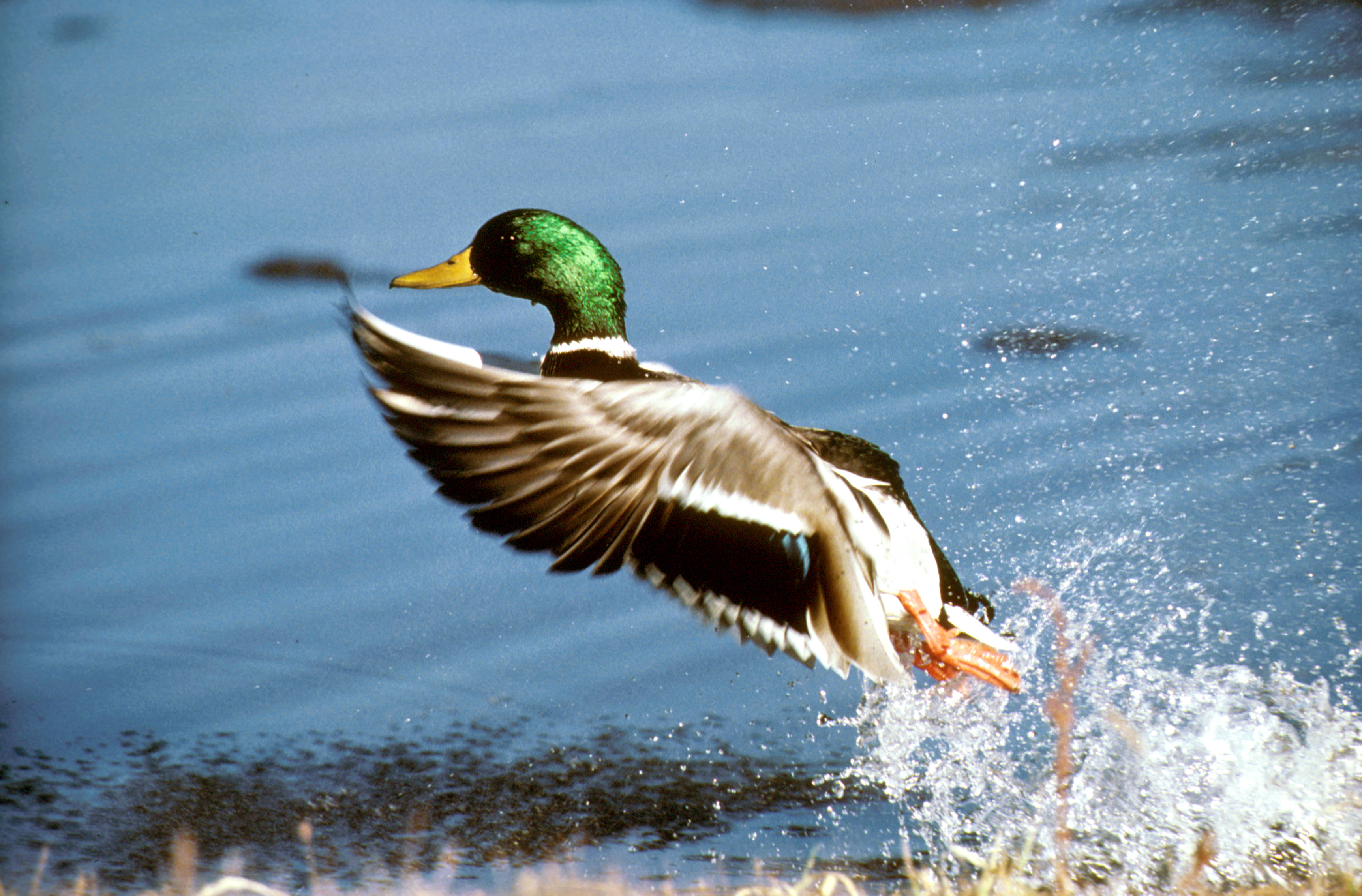
Ánade real.

El complejo endorreico de El Puerto de Santa María incluye tres lagunas, denominadas Salada, Juncosa y Chica o de la Compañía, situadas en el término municipal de El Puerto de Santa María, en la Provincia de Cádiz, protegidas en 1987 mediante Ley del Parlamento de Andalucía como Reservas Integrales Zoológicas, declarando además una Zona Periférica de Protección que las envuelve. El Plan Rector de las Reservas Naturales de las Lagunas de Cádiz, publicado en 1991, adapta la denominación de la figura de protección Reserva Integral Zoológica a la de Reserva Natural y agrupa a estas tres y la Zona Periférica de Protección bajo la denominación de Complejo Endorreico del Puerto de Santa María.
La superficie protegida total es de 291 ha. Su valor ecológico reside en ser punto vital para la conservación de avifauna lacustre autóctona (fochas, ánades, garcetas, garzas, rapaces...), destacando especies en peligro de extinción.

## Laguna Juncosa

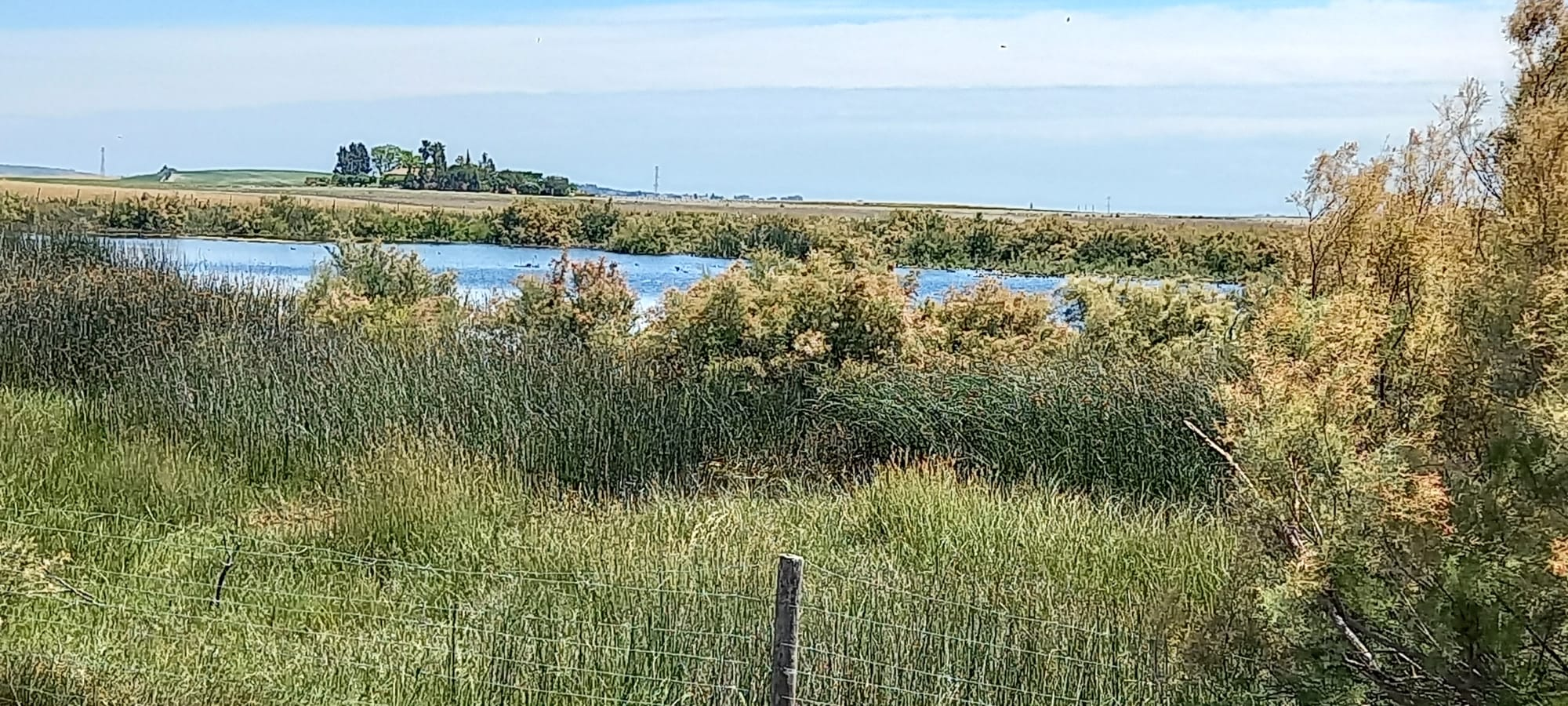
Laguna Juncosa

Esta laguna, la más pequeña del complejo endorreico de El Puerto de Santa María, se encuentra en un avanzado estado de colmatación. Se encharca escasamente y únicamente en años de alta pluviosidad. La vegetación sumergida está formada por algas de la familia Characeae y por Ranunculus peltatus y Callitriche truncata , cuyo carácter anfibio le permite desarrollarse también sobre el fango húmedo. Toda la superficie de la laguna está cubierta de vegetación emergente que, a pesar del nombre que recibe la laguna, no está constituida por juncos sino por bayuncos (Scirpus lacustris). En zonas más altas sí aparecen algunas macollas de juncos (Juncus maritimus).

## Laguna Chica

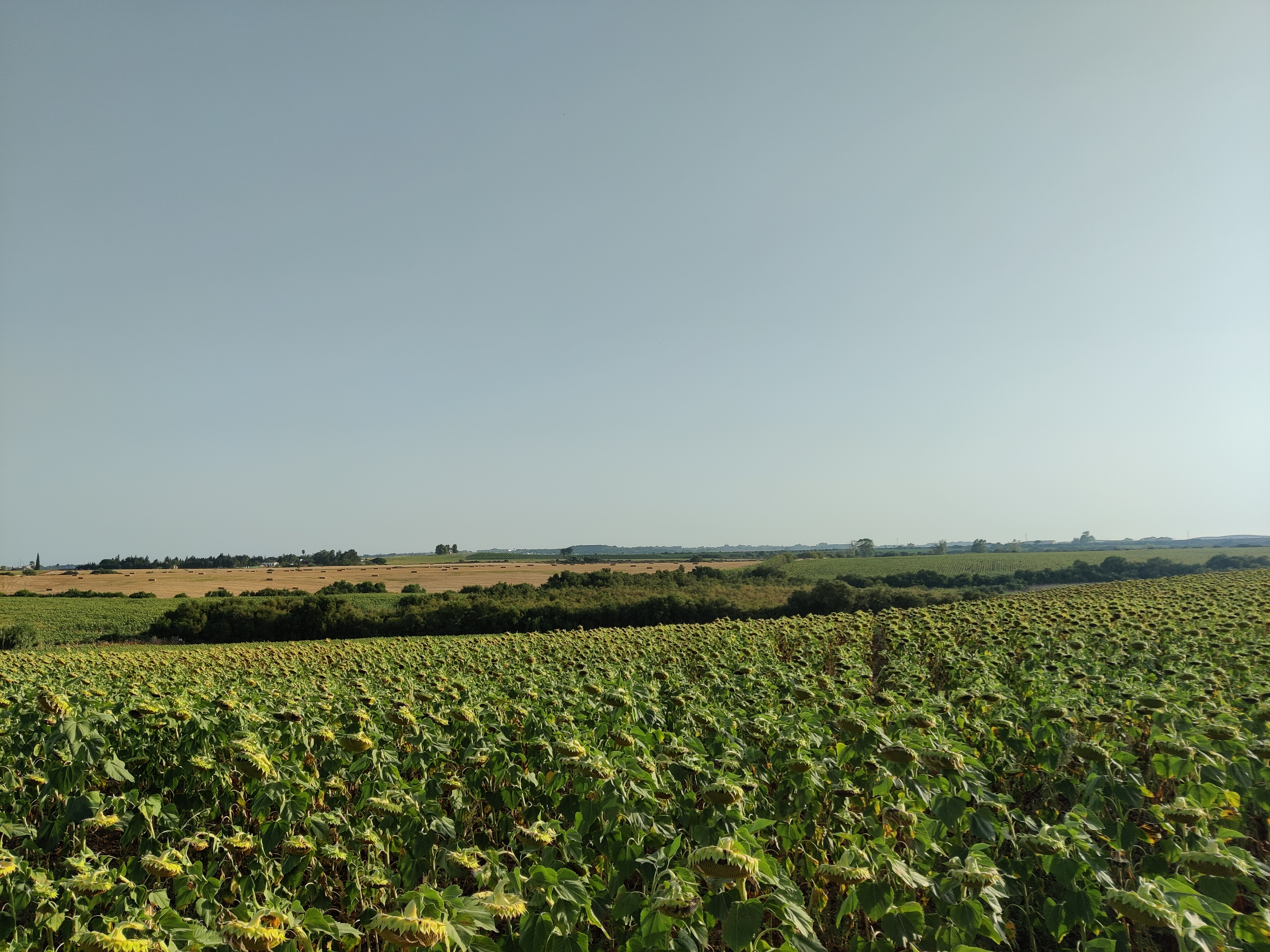
Laguna Chica

Es una laguna de perímetro alargado con aguas someras, aunque permanece con agua en verano durante los años más húmedos. Entre la vegetación sumergida se ha hallado Ruppia drepanensis , Zannichellia obtusifolia y Ranunculus peltatus , aunque en los últimos años ha estado constituida únicamente por Najas marina. Entre las emergentes domina el carrizal y en las zonas altas el Juncus subulatus . La zonas más perturbadas, no colonizadas por vegetación emergente presentan especies halófitas como Suaeda splendens y Mesembryanthemum nodiflorum y es la única laguna de Cádiz en la que se ha encontrado colonizando los fangos a la pequeña anual Frankenia pulverulenta.

## Laguna Salada

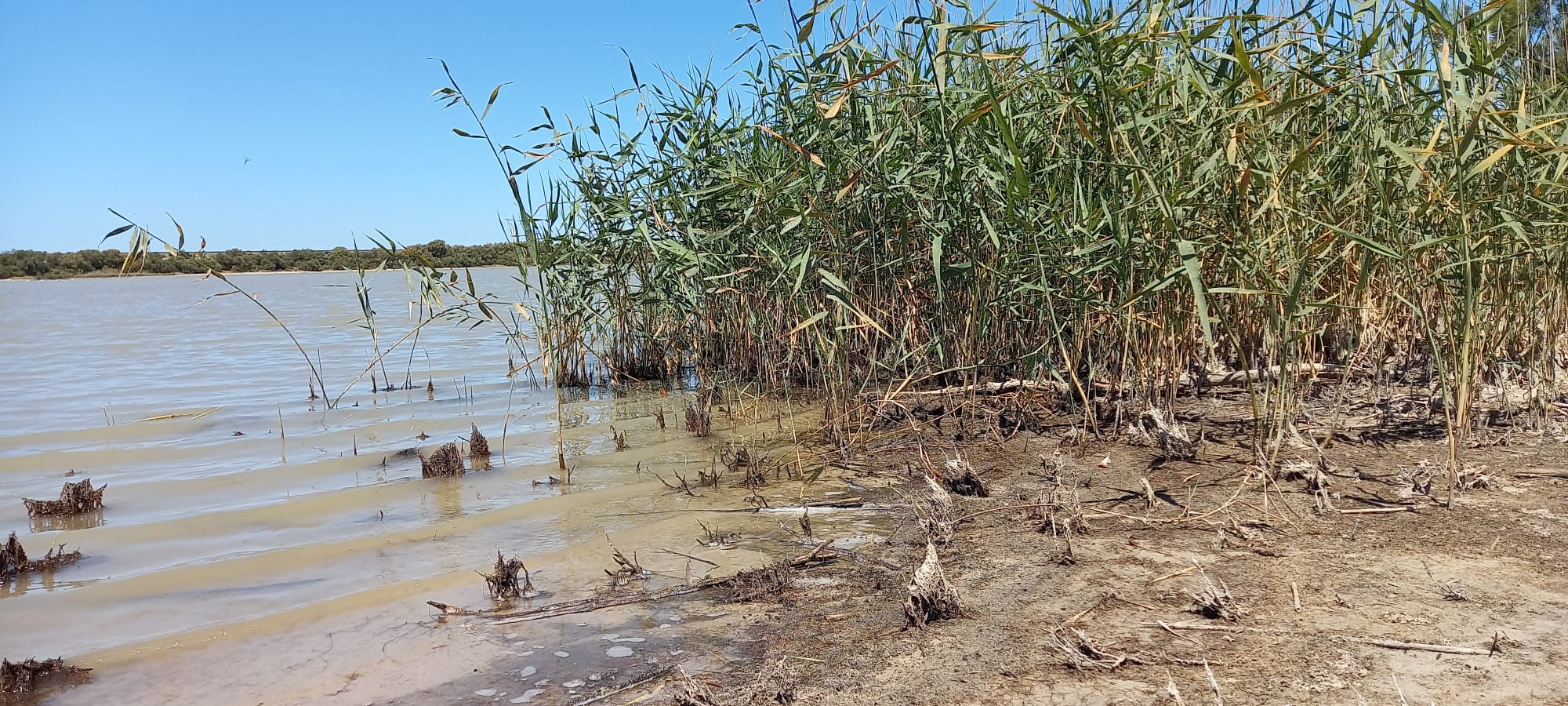
Laguna Salada

La mayor de las lagunas de El Puerto de Santa María es también la más profunda, aunque no son pocos los veranos en que se seca. Entre las especies sumergidas se han encontrado Chara galioides, Ranunculus peltatus, Callitriche truncata , Zannichellia obtusifolia, Ruppia drepanensis, Potamogeton pectinatus y Najas marina debido a la salinidad de sus aguas.
En la orilla norte el cinturón perilagunas está dominado por eneas (Typha dominguensis) acompañadas en ocasiones por bayuncos (Scirpus lacustris) y juncos (Juncus maritimus) y tarajes, sobre todo de la especie Tamarix canariensis. En las zonas más altas hay rodales de Juncus maritimus, que se han desarrollado mucho últimamente por haberse protegido las orillas del pastoreo.
En la orilla sur, por el contrario, la banda principal de vegetación se compone de carrizos (Phragmites australis), siendo también abundantes los tarajes. Pero donde estos últimos alcanzan un mayor desarrollo es sin duda en el extremo este de la laguna. En los fangos descubiertos se presentan Salicornia ramosissima y Frankenia laevis .

## Véase también

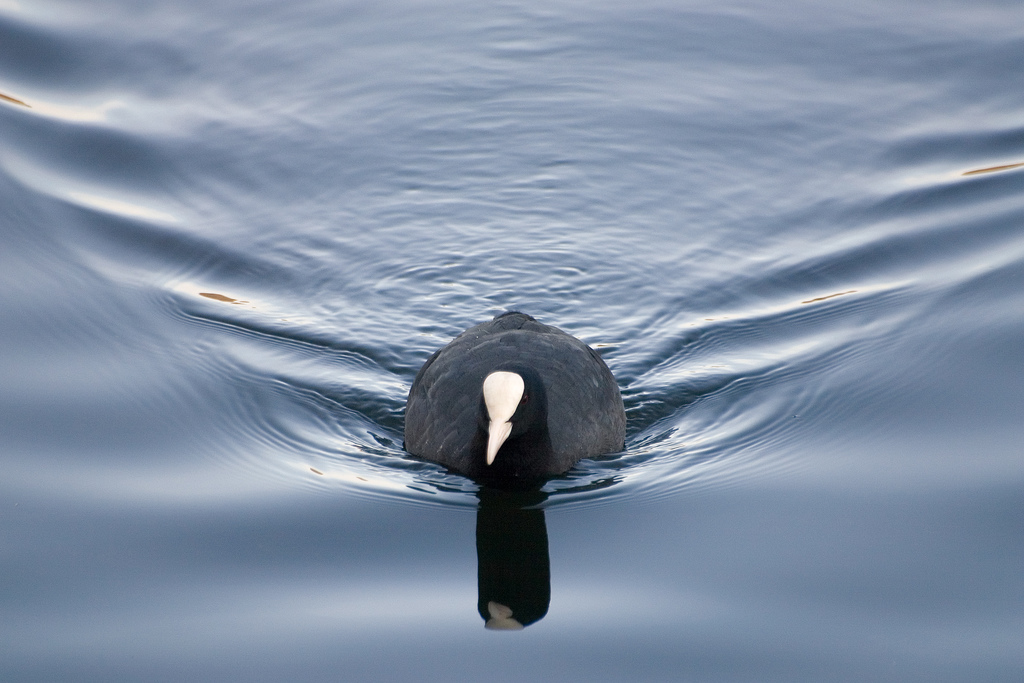
Focha.